# Есалов, Николай Стефанович
Николай Стефанович Есалов (22 мая 1922, дер. Гоголевка, Смоленская губерния — 2000, Санкт-Петербург) — советский живописец, член Санкт-Петербургского Союза художников (до 1992 года — Ленинградской организации Союза художников РСФСР).

## Биография
Родился 22 мая 1922 года в деревне Гоголевка Смоленской губернии в крестьянской семье. В 1941 окончил военно-инженерное училище. Участник Великой Отечественной войны, сражался на Северо-Кавказском, Брянском, Белорусском фронтах. Был тяжело ранен. Демобилизовался по инвалидности.
В 1944—1950 учился на живописном отделении ЛИЖСА имени И. Е. Репина. Занимался у Владимира Горба, Петра Ивановского, Рудольфа Френца. Окончил институт по мастерской батальной живописи с присвоением квалификации художника живописи. Дипломная работа — картина «Разведчики».
После окончания института в 1950—1954 преподавал в Казанском художественном училище. В выставках участвовал с 1948 года. Писал портреты, пейзажи, тематические композиции.
Скончался в 2000 году в Санкт-Петербурге. 
Произведения Н. С. Есалова находятся в музеях и частных собраниях в России и за рубежом.

## Картины
- «Въезд Красной Армии в Казань»,
- «Женщины Пресни останавливают казаков в 1905 году» (1955),
- «Летний сад осенью» (1957),
- «Иней»[3] (1958),
- «Портрет девочки»[4] (1960),
- «Портрет пастуха П. А. Бомбордирова»[5] (1961),
- «Портрет Ольги»[6] (1970),
- «Портрет ветерана обороны острова Ханко Г. Павлова»[7] (1975),
- «Портрет ветерана»[8] (1981),
- «Портрет И. С. Пожитковой, начальника штаба МПВО Некрасовской АТС»[9] (1983) и другие.

## Награды[10]
- Медаль «За боевые заслуги»,
- Медаль «За оборону Кавказа»,
- Медаль «За победу над Германией в Великой Отечественной войне 1941—1945 гг.».